# Copa Ibérico
El Super Clásico de Costa Rica fue un campeonato amistoso de fútbol entre los clubes más exitosos de Costa Rica, el Deportivo Saprissa y la Liga Deportiva Alajuelense realizado en el Estadio Nacional. El torneo fue organizado por la empresa RPM TV, en sus primeras dos ediciones estuvo en disputa la Copa Ibérico.

## Equipos participantes
| Club                                         | Entrenador      | Ciudad   | Estadio               | Capacidad | Socio de TV |
| -------------------------------------------- | --------------- | -------- | --------------------- | --------- | ----------- |
| Deportivo Saprissa                           | Jeaustin Campos | Tibás    | Ricardo Saprissa      | 23.000    | Teletica    |
| Liga Deportiva Alajuelense                   | Hernán Torres   | Alajuela | Alejandro Morera Soto | 19.000    | Repretel    |
| Datos actualizados al: 12 de agosto de 2015. |                 |          |                       |           |             |

## I Edición
Se realizó el 1 de julio en el Estadio Nacional. El torneo es organizado por la empresa Ibérico. Por acuerdo entre los presidentes de los clubes, el ganador de la mencionada Copa obtuvo el derecho de cerrar en casa el Clásico Nacional del Torneo Invierno 2012.
| 1     | POR   | Víctor Bolívar         |     |
| 21    | DEF   | Juan Manuel Morales    |     |
| 2     | DEF   | Jordan Smith           |     |
| 16    | DEF   | Gabriel Badilla        |     |
| 30    | DEF   | Douglas Sequeira       |     |
| 20    | MED   | David Guzmán           |     |
| 23    | MED   | Juan Bustos Golobio    | 58' |
| 25    | MED   | Manfred Russell        | 58' |
| 28    | MED   | José Carlos Cancela    |     |
| 27    | DEL   | César Elizondo         |     |
| 9     | DEL   | Jorge Alejandro Castro | 58' |
| D. T. | D. T. | Daniel Casas           |     |

| 1     | POR   | Patrick Pemberton  |     |
| 17    | DEF   | Kevin Sancho       |     |
| 3     | DEF   | Johnny Acosta      |     |
| 2     | DEF   | Elías Palma        |     |
| 25    | DEF   | Kenneth García     | 79' |
| 5     | MED   | Cristian Oviedo    | 58' |
| 16    | MED   | Allen Guevara      | 58' |
| 7     | MED   | Diego Calvo        | 88' |
| 14    | MED   | Cristopher Meneses |     |
| 12    | DEL   | Pablo Gabas        | 88' |
| 10    | DEL   | Anderson Andrade   | 62' |
| D. T. | D. T. | Óscar Ramírez      |     |

| 26 | Delantero      | Daniel Colindres  | 58' |
| 18 | Centrocampista | Mauricio Castillo | 58' |
| 77 | Delantero      | Mynor Escoe       | 58' |
| 12 | Centrocampista | Fernando Paniagua | 72' |
| 31 | Defensa        | Gilberto Martínez | 76' |
| 7  | Centrocampista | José Luis Cordero | 80' |

| 13 | Defensa        | Luis Miguel Valle   | 58' |
| 6  | Defensa        | José Salvatierra    | 58' |
| 26 | Centrocampista | Álvaro Sánchez      | 62' |
| 28 | Centrocampista | Juan Gabriel Guzmán | 79' |
| 29 | Centrocampista | Jorge Davis         | 88' |
| 9  | Delantero      | Steven Calderón     | 88' |

| 57' | Gabriel Badilla | 1:1 |

| 45' · 66' | Pablo Gabas | 0:1 1:2 |

| Amonestado | Gabriel Badilla David Guzmán Manfred Russell |

| Amonestado | Kevin Sancho Allen Guevara Luis Miguel Valle |

| Expulsado | José Carlos Cancela |

| Expulsado | Cristopher Meneses |

| Principal  | Henry Bejarano |
| Asistentes | Osvaldo Luna   |
|            | Rafael Andrade |
| Cuarto     | Randall Poveda |

| 1     | POR   | Víctor Bolívar         |     |
| 21    | DEF   | Juan Manuel Morales    |     |
| 2     | DEF   | Jordan Smith           |     |
| 16    | DEF   | Gabriel Badilla        |     |
| 30    | DEF   | Douglas Sequeira       |     |
| 20    | MED   | David Guzmán           |     |
| 23    | MED   | Juan Bustos Golobio    | 58' |
| 25    | MED   | Manfred Russell        | 58' |
| 28    | MED   | José Carlos Cancela    |     |
| 27    | DEL   | César Elizondo         |     |
| 9     | DEL   | Jorge Alejandro Castro | 58' |
| D. T. | D. T. | Daniel Casas           |     |

| 1     | POR   | Patrick Pemberton  |     |
| 17    | DEF   | Kevin Sancho       |     |
| 3     | DEF   | Johnny Acosta      |     |
| 2     | DEF   | Elías Palma        |     |
| 25    | DEF   | Kenneth García     | 79' |
| 5     | MED   | Cristian Oviedo    | 58' |
| 16    | MED   | Allen Guevara      | 58' |
| 7     | MED   | Diego Calvo        | 88' |
| 14    | MED   | Cristopher Meneses |     |
| 12    | DEL   | Pablo Gabas        | 88' |
| 10    | DEL   | Anderson Andrade   | 62' |
| D. T. | D. T. | Óscar Ramírez      |     |

| 26 | Delantero      | Daniel Colindres  | 58' |
| 18 | Centrocampista | Mauricio Castillo | 58' |
| 77 | Delantero      | Mynor Escoe       | 58' |
| 12 | Centrocampista | Fernando Paniagua | 72' |
| 31 | Defensa        | Gilberto Martínez | 76' |
| 7  | Centrocampista | José Luis Cordero | 80' |

| 13 | Defensa        | Luis Miguel Valle   | 58' |
| 6  | Defensa        | José Salvatierra    | 58' |
| 26 | Centrocampista | Álvaro Sánchez      | 62' |
| 28 | Centrocampista | Juan Gabriel Guzmán | 79' |
| 29 | Centrocampista | Jorge Davis         | 88' |
| 9  | Delantero      | Steven Calderón     | 88' |

| 57' | Gabriel Badilla | 1:1 |

| 45' · 66' | Pablo Gabas | 0:1 1:2 |

| Amonestado | Gabriel Badilla David Guzmán Manfred Russell |

| Amonestado | Kevin Sancho Allen Guevara Luis Miguel Valle |

| Expulsado | José Carlos Cancela |

| Expulsado | Cristopher Meneses |

| Principal  | Henry Bejarano |
| Asistentes | Osvaldo Luna   |
|            | Rafael Andrade |
| Cuarto     | Randall Poveda |

| 1     | POR   | Víctor Bolívar         |     |
| 21    | DEF   | Juan Manuel Morales    |     |
| 2     | DEF   | Jordan Smith           |     |
| 16    | DEF   | Gabriel Badilla        |     |
| 30    | DEF   | Douglas Sequeira       |     |
| 20    | MED   | David Guzmán           |     |
| 23    | MED   | Juan Bustos Golobio    | 58' |
| 25    | MED   | Manfred Russell        | 58' |
| 28    | MED   | José Carlos Cancela    |     |
| 27    | DEL   | César Elizondo         |     |
| 9     | DEL   | Jorge Alejandro Castro | 58' |
| D. T. | D. T. | Daniel Casas           |     |

| 1     | POR   | Patrick Pemberton  |     |
| 17    | DEF   | Kevin Sancho       |     |
| 3     | DEF   | Johnny Acosta      |     |
| 2     | DEF   | Elías Palma        |     |
| 25    | DEF   | Kenneth García     | 79' |
| 5     | MED   | Cristian Oviedo    | 58' |
| 16    | MED   | Allen Guevara      | 58' |
| 7     | MED   | Diego Calvo        | 88' |
| 14    | MED   | Cristopher Meneses |     |
| 12    | DEL   | Pablo Gabas        | 88' |
| 10    | DEL   | Anderson Andrade   | 62' |
| D. T. | D. T. | Óscar Ramírez      |     |

| 26 | Delantero      | Daniel Colindres  | 58' |
| 18 | Centrocampista | Mauricio Castillo | 58' |
| 77 | Delantero      | Mynor Escoe       | 58' |
| 12 | Centrocampista | Fernando Paniagua | 72' |
| 31 | Defensa        | Gilberto Martínez | 76' |
| 7  | Centrocampista | José Luis Cordero | 80' |

| 13 | Defensa        | Luis Miguel Valle   | 58' |
| 6  | Defensa        | José Salvatierra    | 58' |
| 26 | Centrocampista | Álvaro Sánchez      | 62' |
| 28 | Centrocampista | Juan Gabriel Guzmán | 79' |
| 29 | Centrocampista | Jorge Davis         | 88' |
| 9  | Delantero      | Steven Calderón     | 88' |

| 57' | Gabriel Badilla | 1:1 |

| 45' · 66' | Pablo Gabas | 0:1 1:2 |

| Amonestado | Gabriel Badilla David Guzmán Manfred Russell |

| Amonestado | Kevin Sancho Allen Guevara Luis Miguel Valle |

| Expulsado | José Carlos Cancela |

| Expulsado | Cristopher Meneses |

| Principal  | Henry Bejarano |
| Asistentes | Osvaldo Luna   |
|            | Rafael Andrade |
| Cuarto     | Randall Poveda |

| 1     | POR   | Víctor Bolívar         |     |
| 21    | DEF   | Juan Manuel Morales    |     |
| 2     | DEF   | Jordan Smith           |     |
| 16    | DEF   | Gabriel Badilla        |     |
| 30    | DEF   | Douglas Sequeira       |     |
| 20    | MED   | David Guzmán           |     |
| 23    | MED   | Juan Bustos Golobio    | 58' |
| 25    | MED   | Manfred Russell        | 58' |
| 28    | MED   | José Carlos Cancela    |     |
| 27    | DEL   | César Elizondo         |     |
| 9     | DEL   | Jorge Alejandro Castro | 58' |
| D. T. | D. T. | Daniel Casas           |     |

| 1     | POR   | Patrick Pemberton  |     |
| 17    | DEF   | Kevin Sancho       |     |
| 3     | DEF   | Johnny Acosta      |     |
| 2     | DEF   | Elías Palma        |     |
| 25    | DEF   | Kenneth García     | 79' |
| 5     | MED   | Cristian Oviedo    | 58' |
| 16    | MED   | Allen Guevara      | 58' |
| 7     | MED   | Diego Calvo        | 88' |
| 14    | MED   | Cristopher Meneses |     |
| 12    | DEL   | Pablo Gabas        | 88' |
| 10    | DEL   | Anderson Andrade   | 62' |
| D. T. | D. T. | Óscar Ramírez      |     |

| 26 | Delantero      | Daniel Colindres  | 58' |
| 18 | Centrocampista | Mauricio Castillo | 58' |
| 77 | Delantero      | Mynor Escoe       | 58' |
| 12 | Centrocampista | Fernando Paniagua | 72' |
| 31 | Defensa        | Gilberto Martínez | 76' |
| 7  | Centrocampista | José Luis Cordero | 80' |

| 13 | Defensa        | Luis Miguel Valle   | 58' |
| 6  | Defensa        | José Salvatierra    | 58' |
| 26 | Centrocampista | Álvaro Sánchez      | 62' |
| 28 | Centrocampista | Juan Gabriel Guzmán | 79' |
| 29 | Centrocampista | Jorge Davis         | 88' |
| 9  | Delantero      | Steven Calderón     | 88' |

| 57' | Gabriel Badilla | 1:1 |

| 45' · 66' | Pablo Gabas | 0:1 1:2 |

| Amonestado | Gabriel Badilla David Guzmán Manfred Russell |

| Amonestado | Kevin Sancho Allen Guevara Luis Miguel Valle |

| Expulsado | José Carlos Cancela |

| Expulsado | Cristopher Meneses |

| Principal  | Henry Bejarano |
| Asistentes | Osvaldo Luna   |
|            | Rafael Andrade |
| Cuarto     | Randall Poveda |

| Campeón Liga Deportiva Alajuelense Campeonato #1 |

## II Edición
Se realizó el 30 de junio en el Estadio Nacional. El torneo es organizado por la empresa RTM TV. Por acuerdo entre los presidentes de los clubes, el ganador de la mencionada Copa obtuvo el derecho de cerrar en casa el Clásico Nacional del Torneo Invierno 2013.
| 18    | POR   | Alfonso Quesada     |     |
| 17    | DEF   | Kevin Sancho        |     |
| 2     | DEF   | Elías Palma         |     |
| 3     | DEF   | Porfirio López      |     |
| 28    | DEF   | Juan Gabriel Guzmán | 72' |
| 13    | MED   | Luis Miguel Valle   |     |
| 25    | MED   | Kenneth García      | 63' |
| 16    | MED   | Allen Guevara       |     |
| 10    | MED   | Álvaro Sánchez      | 80' |
| 8     | DEL   | Armando Alonso      | 63' |
| 15    | DEL   | Johan Venegas       | 76' |
| D. T. | D. T. | Óscar Ramírez       |     |

| 22    | POR   | Donny Grant         |     |
| 17    | DEF   | Kendall Waston      |     |
| 5     | DEF   | Alexander Robinson  |     |
| 2     | DEF   | Jordan Smith        |     |
| 18    | DEF   | Moisés Hernández    |     |
| 20    | MED   | David Guzmán        |     |
| 23    | MED   | Juan Bustos Golobio |     |
| 21    | MED   | Diego Estrada       | 68' |
| 7     | MED   | Diego Madrigal      | 86' |
| 15    | DEL   | Deyver Vega         | 45' |
| 28    | DEL   | Josué Martínez      | 57' |
| D. T. | D. T. | Ronald González     |     |

| 12 | MED | Camilo Aguirre    | 63' |
| 5  | MED | Cristian Oviedo   | 63' |
| 24 | DEF | Ariel Soto        | 72' |
| 7  | DEL | Alejandro Alpízar | 76' |
| 14 | MED | Ronald Matarrita  | 80' |

| 11 | MED | Luis Diego Cordero | 45' |
| 14 | DEL | Ariel Rodríguez    | 57' |
| 19 | DEL | David Ramírez      | 68' |
| 9  | DEL | Cristhian Lagos    | 86' |

| 41' · 85' | Johan Venegas Alejandro Alpízar | 1:2 2:2 |

| 22' · 30' | Diego Madrigal Diego Estrada | 0:1 0:2 |

| Sí · Sí · No · No · Sí · Sí | Alejandro Alpízar Elías Palma Allen Guevara Camilo Aguirre Cristian Oviedo Ronald Matarrita | 1:1 2:1 2:2 2:3 3:3 4:3 |

| Sí · No · Sí · Sí · No · No | Luis Diego Cordero Ariel Rodríguez David Ramírez Moisés Hernández Juan Bustos Golobio David Guzmán | 0:1 1:1 2:2 2:3 3:3 |

| 53' · | Allen Guevara Johan Venegas Cristian Oviedo |

| 50' | Diego Madrigal |

| Principal  | Ricardo Montero |
| Asistentes | Octavio Jara    |
|            | Warner Castro   |
| Cuarto     | Jeffrey Solís   |

| 18    | POR   | Alfonso Quesada     |     |
| 17    | DEF   | Kevin Sancho        |     |
| 2     | DEF   | Elías Palma         |     |
| 3     | DEF   | Porfirio López      |     |
| 28    | DEF   | Juan Gabriel Guzmán | 72' |
| 13    | MED   | Luis Miguel Valle   |     |
| 25    | MED   | Kenneth García      | 63' |
| 16    | MED   | Allen Guevara       |     |
| 10    | MED   | Álvaro Sánchez      | 80' |
| 8     | DEL   | Armando Alonso      | 63' |
| 15    | DEL   | Johan Venegas       | 76' |
| D. T. | D. T. | Óscar Ramírez       |     |

| 22    | POR   | Donny Grant         |     |
| 17    | DEF   | Kendall Waston      |     |
| 5     | DEF   | Alexander Robinson  |     |
| 2     | DEF   | Jordan Smith        |     |
| 18    | DEF   | Moisés Hernández    |     |
| 20    | MED   | David Guzmán        |     |
| 23    | MED   | Juan Bustos Golobio |     |
| 21    | MED   | Diego Estrada       | 68' |
| 7     | MED   | Diego Madrigal      | 86' |
| 15    | DEL   | Deyver Vega         | 45' |
| 28    | DEL   | Josué Martínez      | 57' |
| D. T. | D. T. | Ronald González     |     |

| 12 | MED | Camilo Aguirre    | 63' |
| 5  | MED | Cristian Oviedo   | 63' |
| 24 | DEF | Ariel Soto        | 72' |
| 7  | DEL | Alejandro Alpízar | 76' |
| 14 | MED | Ronald Matarrita  | 80' |

| 11 | MED | Luis Diego Cordero | 45' |
| 14 | DEL | Ariel Rodríguez    | 57' |
| 19 | DEL | David Ramírez      | 68' |
| 9  | DEL | Cristhian Lagos    | 86' |

| 41' · 85' | Johan Venegas Alejandro Alpízar | 1:2 2:2 |

| 22' · 30' | Diego Madrigal Diego Estrada | 0:1 0:2 |

| Sí · Sí · No · No · Sí · Sí | Alejandro Alpízar Elías Palma Allen Guevara Camilo Aguirre Cristian Oviedo Ronald Matarrita | 1:1 2:1 2:2 2:3 3:3 4:3 |

| Sí · No · Sí · Sí · No · No | Luis Diego Cordero Ariel Rodríguez David Ramírez Moisés Hernández Juan Bustos Golobio David Guzmán | 0:1 1:1 2:2 2:3 3:3 |

| 53' · | Allen Guevara Johan Venegas Cristian Oviedo |

| 50' | Diego Madrigal |

| Principal  | Ricardo Montero |
| Asistentes | Octavio Jara    |
|            | Warner Castro   |
| Cuarto     | Jeffrey Solís   |

| 18    | POR   | Alfonso Quesada     |     |
| 17    | DEF   | Kevin Sancho        |     |
| 2     | DEF   | Elías Palma         |     |
| 3     | DEF   | Porfirio López      |     |
| 28    | DEF   | Juan Gabriel Guzmán | 72' |
| 13    | MED   | Luis Miguel Valle   |     |
| 25    | MED   | Kenneth García      | 63' |
| 16    | MED   | Allen Guevara       |     |
| 10    | MED   | Álvaro Sánchez      | 80' |
| 8     | DEL   | Armando Alonso      | 63' |
| 15    | DEL   | Johan Venegas       | 76' |
| D. T. | D. T. | Óscar Ramírez       |     |

| 22    | POR   | Donny Grant         |     |
| 17    | DEF   | Kendall Waston      |     |
| 5     | DEF   | Alexander Robinson  |     |
| 2     | DEF   | Jordan Smith        |     |
| 18    | DEF   | Moisés Hernández    |     |
| 20    | MED   | David Guzmán        |     |
| 23    | MED   | Juan Bustos Golobio |     |
| 21    | MED   | Diego Estrada       | 68' |
| 7     | MED   | Diego Madrigal      | 86' |
| 15    | DEL   | Deyver Vega         | 45' |
| 28    | DEL   | Josué Martínez      | 57' |
| D. T. | D. T. | Ronald González     |     |

| 12 | MED | Camilo Aguirre    | 63' |
| 5  | MED | Cristian Oviedo   | 63' |
| 24 | DEF | Ariel Soto        | 72' |
| 7  | DEL | Alejandro Alpízar | 76' |
| 14 | MED | Ronald Matarrita  | 80' |

| 11 | MED | Luis Diego Cordero | 45' |
| 14 | DEL | Ariel Rodríguez    | 57' |
| 19 | DEL | David Ramírez      | 68' |
| 9  | DEL | Cristhian Lagos    | 86' |

| 41' · 85' | Johan Venegas Alejandro Alpízar | 1:2 2:2 |

| 22' · 30' | Diego Madrigal Diego Estrada | 0:1 0:2 |

| Sí · Sí · No · No · Sí · Sí | Alejandro Alpízar Elías Palma Allen Guevara Camilo Aguirre Cristian Oviedo Ronald Matarrita | 1:1 2:1 2:2 2:3 3:3 4:3 |

| Sí · No · Sí · Sí · No · No | Luis Diego Cordero Ariel Rodríguez David Ramírez Moisés Hernández Juan Bustos Golobio David Guzmán | 0:1 1:1 2:2 2:3 3:3 |

| 53' · | Allen Guevara Johan Venegas Cristian Oviedo |

| 50' | Diego Madrigal |

| Principal  | Ricardo Montero |
| Asistentes | Octavio Jara    |
|            | Warner Castro   |
| Cuarto     | Jeffrey Solís   |

| 18    | POR   | Alfonso Quesada     |     |
| 17    | DEF   | Kevin Sancho        |     |
| 2     | DEF   | Elías Palma         |     |
| 3     | DEF   | Porfirio López      |     |
| 28    | DEF   | Juan Gabriel Guzmán | 72' |
| 13    | MED   | Luis Miguel Valle   |     |
| 25    | MED   | Kenneth García      | 63' |
| 16    | MED   | Allen Guevara       |     |
| 10    | MED   | Álvaro Sánchez      | 80' |
| 8     | DEL   | Armando Alonso      | 63' |
| 15    | DEL   | Johan Venegas       | 76' |
| D. T. | D. T. | Óscar Ramírez       |     |

| 22    | POR   | Donny Grant         |     |
| 17    | DEF   | Kendall Waston      |     |
| 5     | DEF   | Alexander Robinson  |     |
| 2     | DEF   | Jordan Smith        |     |
| 18    | DEF   | Moisés Hernández    |     |
| 20    | MED   | David Guzmán        |     |
| 23    | MED   | Juan Bustos Golobio |     |
| 21    | MED   | Diego Estrada       | 68' |
| 7     | MED   | Diego Madrigal      | 86' |
| 15    | DEL   | Deyver Vega         | 45' |
| 28    | DEL   | Josué Martínez      | 57' |
| D. T. | D. T. | Ronald González     |     |

| 12 | MED | Camilo Aguirre    | 63' |
| 5  | MED | Cristian Oviedo   | 63' |
| 24 | DEF | Ariel Soto        | 72' |
| 7  | DEL | Alejandro Alpízar | 76' |
| 14 | MED | Ronald Matarrita  | 80' |

| 11 | MED | Luis Diego Cordero | 45' |
| 14 | DEL | Ariel Rodríguez    | 57' |
| 19 | DEL | David Ramírez      | 68' |
| 9  | DEL | Cristhian Lagos    | 86' |

| 41' · 85' | Johan Venegas Alejandro Alpízar | 1:2 2:2 |

| 22' · 30' | Diego Madrigal Diego Estrada | 0:1 0:2 |

| Sí · Sí · No · No · Sí · Sí | Alejandro Alpízar Elías Palma Allen Guevara Camilo Aguirre Cristian Oviedo Ronald Matarrita | 1:1 2:1 2:2 2:3 3:3 4:3 |

| Sí · No · Sí · Sí · No · No | Luis Diego Cordero Ariel Rodríguez David Ramírez Moisés Hernández Juan Bustos Golobio David Guzmán | 0:1 1:1 2:2 2:3 3:3 |

| 53' · | Allen Guevara Johan Venegas Cristian Oviedo |

| 50' | Diego Madrigal |

| Principal  | Ricardo Montero |
| Asistentes | Octavio Jara    |
|            | Warner Castro   |
| Cuarto     | Jeffrey Solís   |

| Campeón Liga Deportiva Alajuelense Campeonato #2 |